# Renia receptalis
Renia receptalis är en fjärilsart som beskrevs av Walker 1862. Renia receptalis ingår i släktet Renia och familjen nattflyn. Inga underarter finns listade.